# Fonske

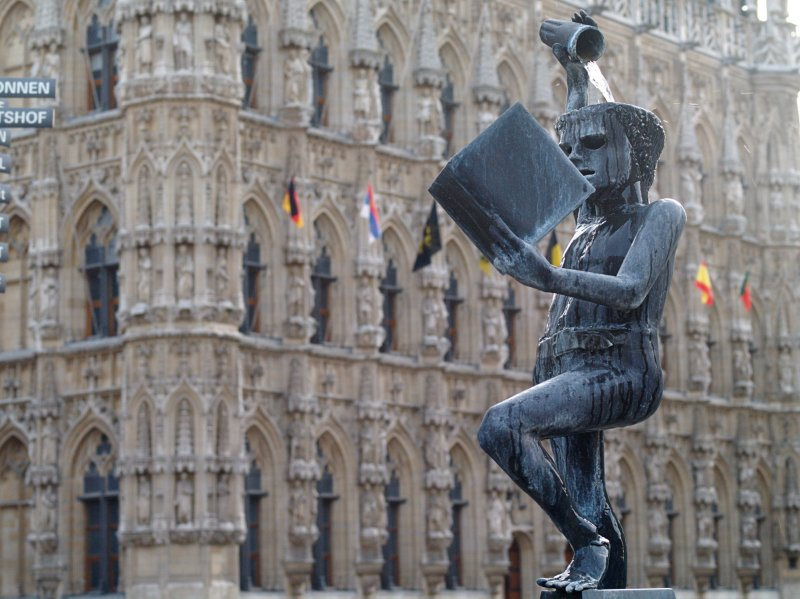
Fonske

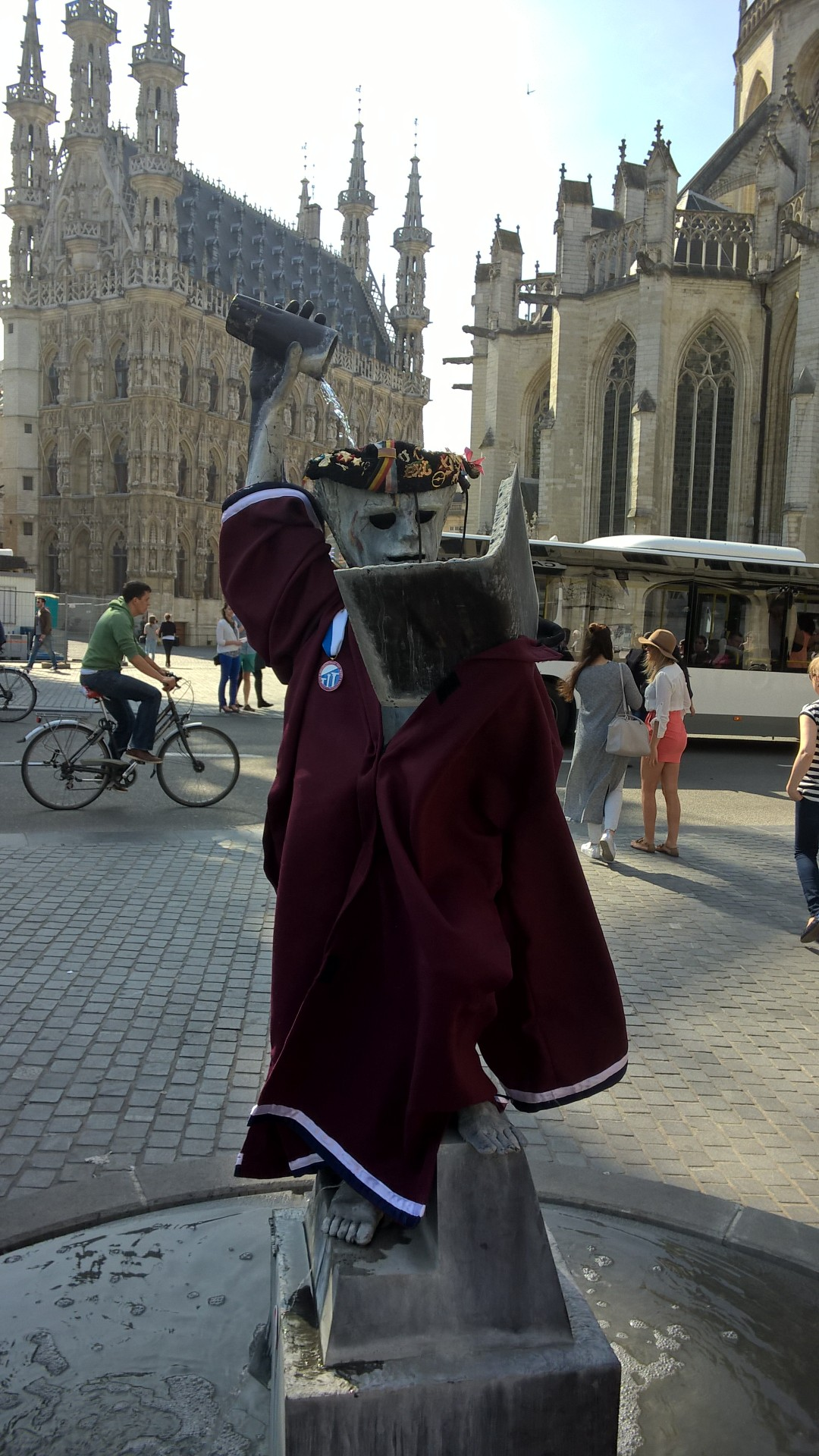
Fonske draagt een toga van de ANLO (Academicus Neo Lovaniensis Ordo, Louvain-la-Neuve) en student hoofddeksels van de UCL

Het Fonske is een standbeeld in het centrum van de universiteitsstad Leuven, op het Rector De Somerplein.
Zijn volledige naam luidt Fons Sapientiae, Latijn voor Bron der Wijsheid. Het Fonske is een van de werken van Jef Claerhout en werd ter gelegenheid van de 550e verjaardag van de Katholieke Universiteit Leuven in 1975 aan de stad geschonken.
Het beeld stelt een student voor die, lezend in een boek, de wijsheid in vorm van water door zijn hoofd laat lopen. Maar deze verklaring zou later aan het beeldje zijn gegeven. Volgens beeldhouwer Claerhout: "Het is een sculptuur van iemand die, een pils in zijn kop gietende, zijn gedragingen bestudeert". Studentenorganisaties waren het hier niet mee eens en vonden dat het een karikatuur van de drinkende student was. Daarom werd het beeldje omgedoopt tot "Bron Der Wijsheid". Desalniettemin blijft de bierinterpretatie populair.
Net zoals Manneken Pis in Brussel wordt Fonske af en toe aangekleed door verenigingen die iets te vieren hebben. Zo wordt Fonske afgebeeld op het wapenschild van de Vlaams-nationalistische studentenclub NSV! Leuven, die tevens ieder jaar een zogeheten "Fonskevaart" met vlaggen en trommelaars organiseert. Leuvense Fonskes zijn eveneens pralines waarop het beeldje van het Fonske staat.

## Emblem
Ook in Emblem bestaat er een Chiro Fonske gesticht in het jaar 1954. De naam Fonske is afkomstig van de Latijnse benaming voor bron. Het was dan ook in Emblem dat de heilige Gummarus (Gommarus) van Lier zijn staf in de grond stak en zo een bron liet ontspringen.(Naast Chiro Fonske bestaat ook Chiro Fientje)